# Герб Парагваю
Герб Парагва́ю — державний символ Парагваю.

## Опис
Герб має округлу форму, білий задній фон і чорний контур. Уздовж нього тягнеться товстіша червона смуга, яка містить жовтий напис «República del Paraguay». У центрі розташована жовта п'ятипроменева зірка на круглому блакитному тлі, обрамлена з лівого боку зеленою пальмовою гілкою, а з правого — зеленою оливковою гілкою.